# 아스티

아스티의 위치

아스티(Asti)는 이탈리아 북부 피에몬테주의 도시로, 아스티도의 도청 소재지이다.

## 역사
사람들은 신석기 시대부터 지금의 아스티 지역과 그 주변에서 살았다. 기원전 174년 로마인에게 패배하기 전에 리구르족, 스타티엘리족이 이 지역을 지배했으며, 지명은 고대 켈트어로 ‘언덕’을 의미하는 Ast에서 유래했을 것이다.
기원전 124년에 로마인들은 카스트룸 또는 요새화된 진영을 건설했으며, 결국 하스타라는 이름의 완전한 도시로 발전했다. 기원전 89년에 이 도시는 식민지의 지위를 받았고, 기원전 49년에는 미니시피움(municipium)의 지위를 받았다. 아스티는 타나로강과 데르토나(토르토나)와 아우구스타 타우리노룸(토리노)을 연결하는 플루비아 가도의 전략적 위치에 의해 선호되는 아우구스투스의 제9레기오의 중요한 도시가 되었다. 다른 도로들은 오늘날의 스위스와 프랑스에 대한 주요 고개에 도시를 연결했다.
도시는 서로마 제국의 몰락 동안 이탈리아를 습격한 야만인 침략의 초기 단계에서 결정적이었다. 서기 402년 초 서고트족은 이탈리아 북부를 침공하여 당시 제국의 수도였던 메디올라눔(지금의 밀라노)으로 진격하고 있었다. 젊은 황제이자 그 도시의 거주자인 호노리우스는 약속된 지원군을 더 이상 기다릴 수 없어 갈리아의 아를시에서 안전을 위해 밀라노에서 도망칠 수 밖에 없었다. 그러나 그의 호송대가 밀라노를 떠나 포강을 건넌 직후 알프스를 통과하는 그의 탈출 경로는 고딕 기병에 의해 차단되었다. 이로 인해 그는 더 많은 로마 군대가 이탈리아에 집결할 때까지 하스타 시로 긴급 피난을 가야 했다. 고트족은 라인강에서 지원군을 데려온 스틸리코 장군이 폴렌티아 전투에서 그들을 격파한 3월까지 하스타를 포위했다. 이 첫 번째 방어에서 승리한 후, 방대한 성벽 덕분에 하스타는 서로마 제국 이 멸망한 후 이탈리아를 강타한 야만인의 침략으로 고통을 겪었고 경제적으로 쇠퇴했다.
6세기 후반에 롬바르디아가 이탈리아를 분할한 36개 공국 중 하나의 자리로 선택되었다. 아스티의 영토는 알베냐와 해안 알프스까지 뻗어 있는 넓은 지역으로 구성되어 있다. 이것은 북부 이탈리아가 774년에 프랑크족에 의해 백국령이라는 지위로 정복되었을 때 남아 있었다.
후기 카롤링거 시대에 아스티는 이 지역의 주요 지주인 주교의 직접 통치를 받았다. 가장 중요한 인물은 아우닥스(Audax, 904-926)와 브루닌구스(Bruningus, 937-966)로, 주교 자리를 카스텔 베키오(‘오래된 성’)로 옮겨 1409년까지 그곳에서 유지되었다. 아스티의 주교직은 11세기, 피에트로 2세는 하인리히 2세 황제로부터 엄청난 특권을 받았다. 세기 후반에 오토 주교는 도시를 여러 번 손상시킨 강력한 수사 백작부인 아델라이데의 목표에 저항하려 했다. 오토의 통치 기간 동안 코무네과 집정관이 처음으로 언급되어(1095년) 이 도시 국가를 유럽의 첫 번째 공화국으로 만들었다.

### 지방 유력자
아스티는 이탈리아 최초의 자유 코무네 중 하나였으며 1140년에 콘라드 2세로부터 자체적으로 주화를 주조할 수 있는 권리를 받았다. 그러나 코무네 주교와 다른 지역의 약탈자들의 땅을 침식하기 시작하자 후자는 1155년 2월에 성벽 아래에 대규모 군대를 파견한 프리드리히 바르바로사에게 도움을 요청했다. 짧은 포위 공격 끝에 아스티는 폭풍우와 불. 그 후 아스티는 독일 황제에 대항하여 롬바르디아 동맹 (1169)을 고수 했지만 1174년에 다시 패배했다. 그럼에도 불구하고, 콘스탄스 조약 (1183) 이후 도시는 더 많은 특권을 얻었다.

## 기후
아스티는 지중해와 인접해 있어 온건한 대륙성 기후를 가지고 있다. 겨울은 따뜻하고, 여름은 토리노 보다 시원하다. 비는 주로 봄과 가을에 내린다. 가장 더운 달 동안 비는 덜 내리지만, 비가 올 때 일반적으로 뇌우가 더 강하게 친다. 특히 11월과 12월에 아스티 마을은 안개가 발생하기 쉬우며, 주변의 고지대에서는 덜 일반적이다.
| 아스티의 기후            | 아스티의 기후 | 아스티의 기후 | 아스티의 기후 | 아스티의 기후 | 아스티의 기후 | 아스티의 기후 | 아스티의 기후 | 아스티의 기후 | 아스티의 기후 | 아스티의 기후 | 아스티의 기후 | 아스티의 기후 | 아스티의 기후 |
| 월                       | 1월           | 2월           | 3월           | 4월           | 5월           | 6월           | 7월           | 8월           | 9월           | 10월          | 11월          | 12월          | 연간          |
| ------------------------ | ------------- | ------------- | ------------- | ------------- | ------------- | ------------- | ------------- | ------------- | ------------- | ------------- | ------------- | ------------- | ------------- |
| 일평균 최고 기온 °C (°F) | 4.2 (39.6)    | 7.6 (45.7)    | 13.1 (55.6)   | 18.1 (64.6)   | 22.7 (72.9)   | 26.9 (80.4)   | 29.6 (85.3)   | 28.2 (82.8)   | 24.3 (75.7)   | 17.4 (63.3)   | 10.4 (50.7)   | 5.5 (41.9)    | 17.3 (63.2)   |
| 일평균 최저 기온 °C (°F) | −2.7 (27.1)   | −1.2 (29.8)   | 3.0 (37.4)    | 7.1 (44.8)    | 11.3 (52.3)   | 15.5 (59.9)   | 17.7 (63.9)   | 16.9 (62.4)   | 13.7 (56.7)   | 8.5 (47.3)    | 3.9 (39.0)    | −0.5 (31.1)   | 7.8 (46.0)    |
| 출처:                    |               |               |               |               |               |               |               |               |               |               |               |               |               |

## 이벤트
아스티에서 열리는 가장 유명한 행사 중 하나는 유명한 팔리오 디아스티로, ‘리오니’(Rioni)와 ‘보르기’(Borghi)라고 불리는 모든 구시가지와 인근 마을이 맨손으로 경마를 펼친다. 이 이벤트는 중세 시대에 라이벌 도시인 알바와의 전투에서 승리한 전투를 회상하며, 그 이후 매년 아스티에서 알바의 성벽을 중심으로 경주가 열렸다. 아스티의 팔리오는 이탈리아에서 가장 오래된 것으로 기록된 것으로, 현대에는 9월 3일 일요일에 구시가지를 통과하는 중세 미인 대회가 선행된 삼각형의 알피에리 광장에서 열린다.

## 음식
아스티는 또한 팔리오가 있기 일주일 전에 9월에 열리는 아스티의 축제 축제로 유명하다. 축제 기간 동안 아스티 지방에 있는 대부분의 마을은 캄포 델 팔리오(Campo del Palio)라는 큰 광장에서 만나며, 여기에서 그들이 알려진 전형적인 음식과 와인을 제공한다. 사그레의 일요일에 관련된 모든 마을은 캄포 델 팔리오 광장에 도달하기 위해 아스티의 도로를 따라 의상을 입은 모든 사람들과 함께 전통 농업을 묘사하는 수레와 함께 퍼레이드를 개최한다.
아스티 지방은 화이트 트러플 또는 "타르투포 비앙코" 시즌인 10월부터 12월까지 미식가들의 기쁨이 된다. 이웃 알바는 10월 트러플 박람회로 더 잘 알려져 있지만, 최고의 트러플 중 일부는 아스티의 언덕 주변에서 발견되며 매주 주말마다 지역 트러플 축제가 열린다.

## 교통
아스티역은 1849년에 개장하여 토리노-제네바 및 카스타뇰레-아스티-모르타라 철도의 일부를 형성한다. 이 역은 또한 각각 제노바와 키바소로 가는 다른 두 노선의 교차점 이기도 하다.